# Sokołów-Kolonia
Sokołów-Kolonia [pronunciación en polaco: /sɔˈkɔwuf kɔˈlɔɲa/] es un pueblo ubicado en el distrito administrativo de Gmina Kiernozia, dentro del Distrito de Łowicz, Voivodato de Łódź, en Polonia central. Se encuentra aproximadamente a 5 kilómetros al suroeste de Kiernozia, a 17 kilómetros al noroeste de Łowicz, y a 57 kilómetros al noreste de la capital regional Łódź.